# Братковицька сільська рада
Братковицька сільська рада  — колишній орган місцевого самоврядування у Городоцькому районі Львівської області з центром у с. Братковичі.

## Населені пункти
Сільраді були підпорядковані населені пункти:
- с. Братковичі

## Склад ради
- Сільський голова: Залізко Михайло Пантелеймонович
- Секретар сільської ради: Карапінка Наталія Миронівна
- Головний бухгалтер: Чорна Оксана Василівна
- Інспектор з обліку землі: Захарко Марія Дмитрівна
- Спеціаліст-землевпорядник: Маліновська Марія Антонівна
- Діловод: Селедець Галина Богданівна
- Загальний склад ради: 16 депутатів

### Керівний склад ради
| ПІБ                             | Основні відомості                                                 | Дата обрання | Дата звільнення |
| ------------------------------- | ----------------------------------------------------------------- | ------------ | --------------- |
| Кондзьола Володимир Михайлович  | Сільський голова, 1940 року народження, освіта                    | 26.03.2006   | 31.10.2010      |
| Залізко Михайло Пантелеймонович | Сільський голова, 1956 року народження, освіта вища, безпартійний | 31.10.2010   |                 |

Примітка: таблиця складена за даними джерела

### Депутати
Результати місцевих виборів 2010 року за даними ЦВК
| № зп                                                | № округу             | Прізвище, ім'я, по батькові  | Дата визнання обраним | Відомості про обраного депутата                                                               |
| Партія «Відродження»                                | Партія «Відродження» | Партія «Відродження»         | Партія «Відродження»  | Партія «Відродження»                                                                          |
| --------------------------------------------------- | -------------------- | ---------------------------- | --------------------- | --------------------------------------------------------------------------------------------- |
| 1                                                   | 2                    | Карапінка Наталія Миронівна  | 04.11.2010            | Освіта вища, позапартійна, Братковицька сільська рада, секретар                               |
| 2                                                   | 8                    | Захарко Марія Дмитрівна      | 04.11.2010            | Освіта середня спеціальна, позапартійна, Братковицька сільська рада, інспектор з обліку землі |
| 3                                                   | 13                   | Маліновська Марія Антонівна  | 04.11.2010            | Освіта вища, позапартійна, Братковицька сільська рада, спеціаліст-землевпорядник              |
| Партія регіонів                                     |                      |                              |                       |                                                                                               |
| 1                                                   | 10                   | Дацко Галина Іванівна        | 04.11.2010            | Освіта середня, позапартійна, тимчасово не працює                                             |
| 2                                                   | 12                   | Чорна Оксана Василівна       | 04.11.2010            | Освіта вища, позапартійна, Братковицька сільська рада, головний бухгалтер                     |
| Політична партія Всеукраїнське об'єднання «Свобода» |                      |                              |                       |                                                                                               |
| 1                                                   | 6                    | Гринчишин Тарас Васильович   | 04.11.2010            | Освіта вища, член Всеукраїнського об'єднання «Свобода», підприємець                           |
| 2                                                   | 11                   | Гринчишин Богдан Ярославович | 04.11.2010            | Освіта середня, член Всеукраїнського об'єднання «Свобода», ФОП Гринчишин Т. В., маляр         |
| 3                                                   | 14                   | Гринчишин Василь Васильович  | 04.11.2010            | Освіта вища, член Всеукраїнського об'єднання «Свобода», ФОП Гринчишин Т. В., будівельник      |
| Самовисування                                       |                      |                              |                       |                                                                                               |
| 1                                                   | 1                    | Гавришко Марія Михайлівна    | 04.11.2010            | Освіта вища, позапартійна, Городоцька ветлабораторія, лаборант                                |
| 2                                                   | 3                    | Косик Богдан Степанович      | 04.11.2010            | Освіта середня спеціальна, позапартійний, тимчасово не працює                                 |
| 3                                                   | 4                    | Орнат Стефанія Стефанівна    | 04.11.2010            | Освіта середня, позапартійна, пенсіонер                                                       |
| 4                                                   | 5                    | Кондзьола Іван Любомирович   | 04.11.2010            | Освіта середня спеціальна, позапартійний, підприємець                                         |
| 5                                                   | 7                    | Тимко Олег Миронович         | 04.11.2010            | Освіта вища, позапартійний, ТзОВ «ТБ Сад», агроном                                            |
| 6                                                   | 9                    | Михно Надія Василівна        | 04.11.2010            | Освіта вища, позапартійна, тимчасово не працює                                                |
| 7                                                   | 15                   | Селедець Галина Богданівна   | 10.03.2013            | Освіта вища, позапартійна, Братковицька сільська рада, діловод                                |
| 8                                                   | 16                   | Орнат Галина Андріївна       | 04.11.2010            | Освіта середня спеціальна, позапартійна, ТзОВ «Влада ОЙЛ», молодший оператор                  |